# 피터 브렉

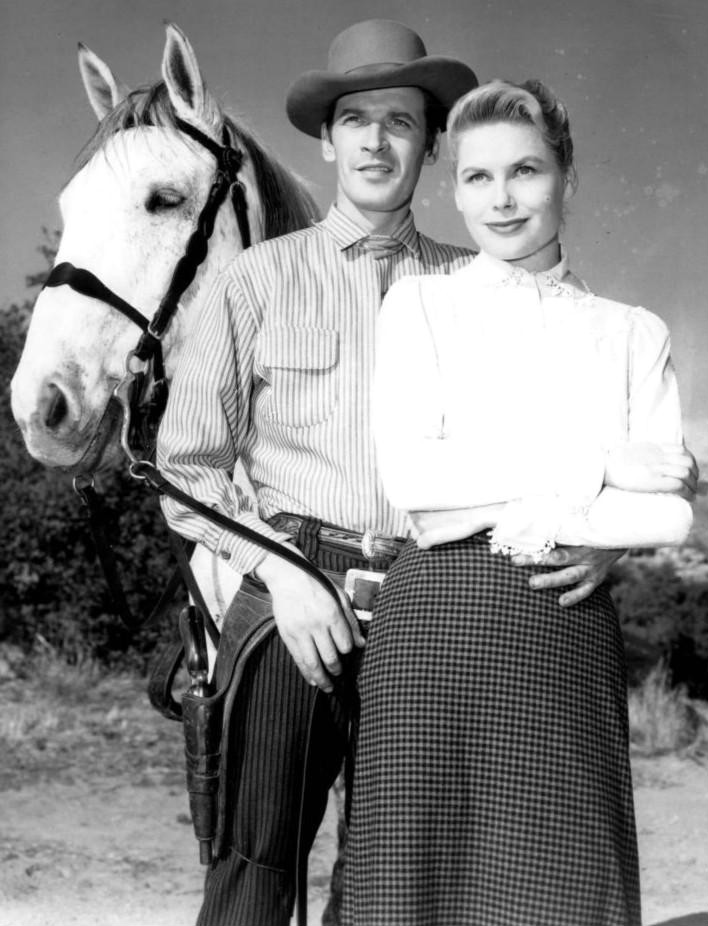

피터 브레크(Peter Breck, 1929년 3월 13일 ~ 2012년 2월 6일)는 미국의 배우이다.
로체스터에서 태어났으며 밴쿠버에서 사망하였다. 사인은 알츠하이머병이다.

## 출연 작품
- 지미니 글릭 인 라 라 우드 (2004년)
- 에너미 액션 (1999년)
- 디코이 (1995년)
- 복수 선언 (1993년)
- 공포의 집 2 (1993년)
- 내 사랑 지니 2 (1991년)
- 하이웨이 61 (1991년) - 미스터 왓슨 역
- 스워드 (1982년)
- 블랙 뷰티 (1978년)
- 벤지 (1974년)
- 충격의 복도 (1963년)
- 서부의 파라딘 (1957년)

### 텔레비전
- 선셋 77번가 (1958-62)
- 딜론 보안관 (1958-63)
- 매버릭 - TV 시리즈 (1960-62)
- 샤이안 (1961-62)
- 페리 메이슨 (1963-65)
- 꿈꾸는 낙원 (1979-82)
- 듀크 삼총사 (1981)
- 더 폴 가이 (1981-85)